# 米德蘭 (堪薩斯州)
米德蘭（英語：Midland）是位於美國堪薩斯州道格拉斯縣的一個非建制地區。該地的面積和人口皆未知。

## 地理
米德蘭所處的海拔為高於海平面256米（即840英呎），而該地所採用的時區為UTC-6，即北美中部時區（CST）。同時該地設有夏令時間，為UTC-6調快一小時，即UTC-5（CDT）。